# Vuelta a Andalucía 2002
La Vuelta a Andalucía 2002, 
quarantottesima edizione della corsa ciclistica, si svolse dal 17 al 21 febbraio 2002 su un percorso di 815 km ripartiti in 5 tappe. Fu vinta dallo spagnolo Antonio Colom Mas della Relax-Fuenlabrada davanti al belga Axel Merckx e allo spagnolo Javier Pascual Rodríguez.

## Tappe
| Tappa  | Data        | Percorso               | km  | Vincitore di tappa       | Leader cl. generale |
| ------ | ----------- | ---------------------- | --- | ------------------------ | ------------------- |
| 1ª     | 17 febbraio | Huelva > Siviglia      | 148 | Endrio Leoni             | Endrio Leoni        |
| 2ª     | 18 febbraio | Lora del Río > Cordova | 159 | Aleksandr Šefer          | Antonio Colom       |
| 3ª     | 19 febbraio | Cordova > Jaén         | 163 | Endrio Leoni             | Francisco Cabello   |
| 4ª     | 20 febbraio | Lucena > Benalmádena   | 188 | Javier Pascual Rodríguez | Antonio Colom       |
| 5ª     | 21 febbraio | Malaga > Granada       | 157 | Erik Dekker              | Antonio Colom       |
| Totale | Totale      | Totale                 | 815 |                          |                     |

## Dettagli delle tappe

### 1ª tappa
- 17 febbraio: Huelva > Siviglia – 148 km

| Pos. | Corridore      | Squadra      | Tempo    |
| ---- | -------------- | ------------ | -------- |
| 1    | Endrio Leoni   | Alessio      | 4h04'41" |
| 2    | Erik Zabel     | Team Telekom | s.t.     |
| 3    | Fabrizio Guidi | Team Coast   | s.t.     |

| Pos. | Corridore      | Squadra      | Tempo    |
| ---- | -------------- | ------------ | -------- |
| 1    | Endrio Leoni   | Alessio      | 4h04'41" |
| 2    | Erik Zabel     | Team Telekom | s.t.     |
| 3    | Fabrizio Guidi | Team Coast   | s.t.     |

### 2ª tappa
- 18 febbraio: Lora del Río > Cordova – 159 km

| Pos. | Corridore         | Squadra | Tempo    |
| ---- | ----------------- | ------- | -------- |
| 1    | Aleksandr Šefer   | Alessio | 4h33'13" |
| 2    | Antonio Colom Mas | Relax   | s.t.     |
| 3    | Axel Merckx       | Domo    | s.t.     |

| Pos. | Corridore         | Squadra | Tempo    |
| ---- | ----------------- | ------- | -------- |
| 1    | Antonio Colom Mas | Relax   | 8h37'54" |
| 2    | Francisco Cabello | Kelme   | s.t.     |
| 3    | Aleksandr Šefer   | Alessio | s.t.     |

### 3ª tappa
- 19 febbraio: Cordova > Jaén – 163 km

| Pos. | Corridore    | Squadra      | Tempo    |
| ---- | ------------ | ------------ | -------- |
| 1    | Endrio Leoni | Alessio      | 4h02'09" |
| 2    | Erik Zabel   | Team Telekom | s.t.     |
| 3    | Ángel Edo    | Milaneza-MSS | s.t.     |

| Pos. | Corridore         | Squadra | Tempo     |
| ---- | ----------------- | ------- | --------- |
| 1    | Francisco Cabello | Kelme   | 12h40'03" |
| 2    | Antonio Colom Mas | Relax   | s.t.      |
| 3    | Aleksandr Šefer   | Alessio | s.t.      |

### 4ª tappa
- 20 febbraio: Lucena > Benalmádena – 188 km

| Pos. | Corridore           | Squadra      | Tempo    |
| ---- | ------------------- | ------------ | -------- |
| 1    | Javier P. Rodríguez | iBanesto.com | 4h29'20" |
| 2    | Antonio Colom Mas   | Relax        | s.t.     |
| 3    | Erik Zabel          | Team Telekom | a 25"    |

| Pos. | Corridore           | Squadra      | Tempo     |
| ---- | ------------------- | ------------ | --------- |
| 1    | Antonio Colom Mas   | Relax        | 17h09'23" |
| 2    | Javier P. Rodríguez | iBanesto.com | a 17"     |
| 3    | Francisco Cabello   | Kelme        | a 25"     |

### 5ª tappa
- 21 febbraio: Malaga > Granada – 157 km

| Pos. | Corridore             | Squadra      | Tempo    |
| ---- | --------------------- | ------------ | -------- |
| 1    | Erik Dekker           | Rabobank     | 4h08'08" |
| 2    | Adolfo Garcia Quesada | iBanesto.com | s.t.     |
| 3    | Axel Merckx           | Domo         | s.t.     |

| Pos. | Corridore           | Squadra      | Tempo     |
| ---- | ------------------- | ------------ | --------- |
| 1    | Antonio Colom Mas   | Relax        | 21h17'40" |
| 2    | Axel Merckx         | Domo         | a 16"     |
| 3    | Javier P. Rodríguez | iBanesto.com | a 17"     |

## Classifiche finali

### Classifica generale
| Pos. | Corridore                | Squadra           | Tempo     |
| ---- | ------------------------ | ----------------- | --------- |
| 1    | Antonio Colom Mas        | Relax-Fuenlabrada | 21h17'40" |
| 2    | Axel Merckx              | Domo-Farm Frites  | a 16"     |
| 3    | Javier Pascual Rodríguez | iBanesto.com      | a 17"     |
| 4    | Francisco Cabello        | Kelme             | a 25"     |
| 5    | Aleksandr Šefer          | Alessio           | s.t.      |
| 6    | Erik Dekker              | Rabobank          | a 33"     |
| 7    | Adolfo Garcia Quesada    | iBanesto.com      | a 38"     |
| 8    | Mikel Zarrabeitia        | ONCE-Eroski       | s.t.      |
| 9    | Manuel Beltrán           | Team Coast        | s.t.      |
| 10   | Erik Zabel               | Team Telekom      | a 42"     |